# Universitetet (metrostation)
Universitetet is een metrostation van de Stockholmse metro in het stadsdeel Norra Djurgården. De naam van het station wijst naar de Universiteit op het Frescati-terrein. Op dit terrein bevinden zich naast de universiteit ook de Koninklijke Academie van wetenschappen en het Natuurhistorisch museum. Het station ligt ongeveer 5 kilometer van T-Centralen, een rit van 8 minuten met de metro.
De perrons liggen op 9,5 meter onder zeeniveau, qua diepte de 10e plaats van het Stockholmse net, in een kunstmatige grot 25 meter onder de universiteit. De toegang bevindt zich aan de zuidzijde van de perrons en ligt bovengronds aan de noordwestkant van het park bij het Allhuset. Aan de noordzijde van de perrons bevindt zich nog een toegang vlak naast het natuurhistorisch museum. Deze is slechts een ruwbouw en wordt alleen gebruikt als nooduitgang. Pas als er voldoende reizigers zijn is het rendabel om ook deze toegang te voltooien. Tot de verlenging in 1978 was het station het noordelijke eindpunt van de rode route. Ook de Roslagsbanan kent een station Universitetet. Tot 14 juni 2009 lag dat bij het 800 meter zuidelijker gelegen Experimentalfältet, maar sinds 7 januari 2010 ligt het aan de andere kant van de Roslagsvägen op gelijke hoogte als het metrostation.
Het metrostation werd gebouwd onder leiding van architect David Helldén die de opdracht voor het stationsgebouw van Storstockhoms Lokaltrafik had gekregen. Om de zichtlijn van het open veld op het universiteitsterrein naar de Koninklijke academie van wetenschappen en de Brunnsviken vrij te houden koos hij voor een verdiepte aanleg. Hiervoor werd gekozen voor een bastion van beton met een grasdak, waarbij de ingang via een trap bereikbaar is. Aanvankelijk was het beton duidelijk zichtbaar, maar later is het gebouw met bakstenen bekleed. Het toegangsgebouw is het laatste dat aan de hand van de tekeningen van Helldén op het Frescati-terrein is gebouwd.

## Kunst
In 1997 zijn keramieken tegels aangebracht van de Belgische kunstenares Françoise Schein. De tegels hebben als onderwerpen de Universele Verklaring van de Rechten van de Mens van de VN en de reizen van Linnaeus rond de Oostzee. De tegels zijn in Lissabon gemaakt als azulejos en vervolgens naar Stockholm gebracht. Door het concept en de productie is er sprake van een echt Europees kunstwerk, rond de Zweedse toetreding tot de Europese Unie.

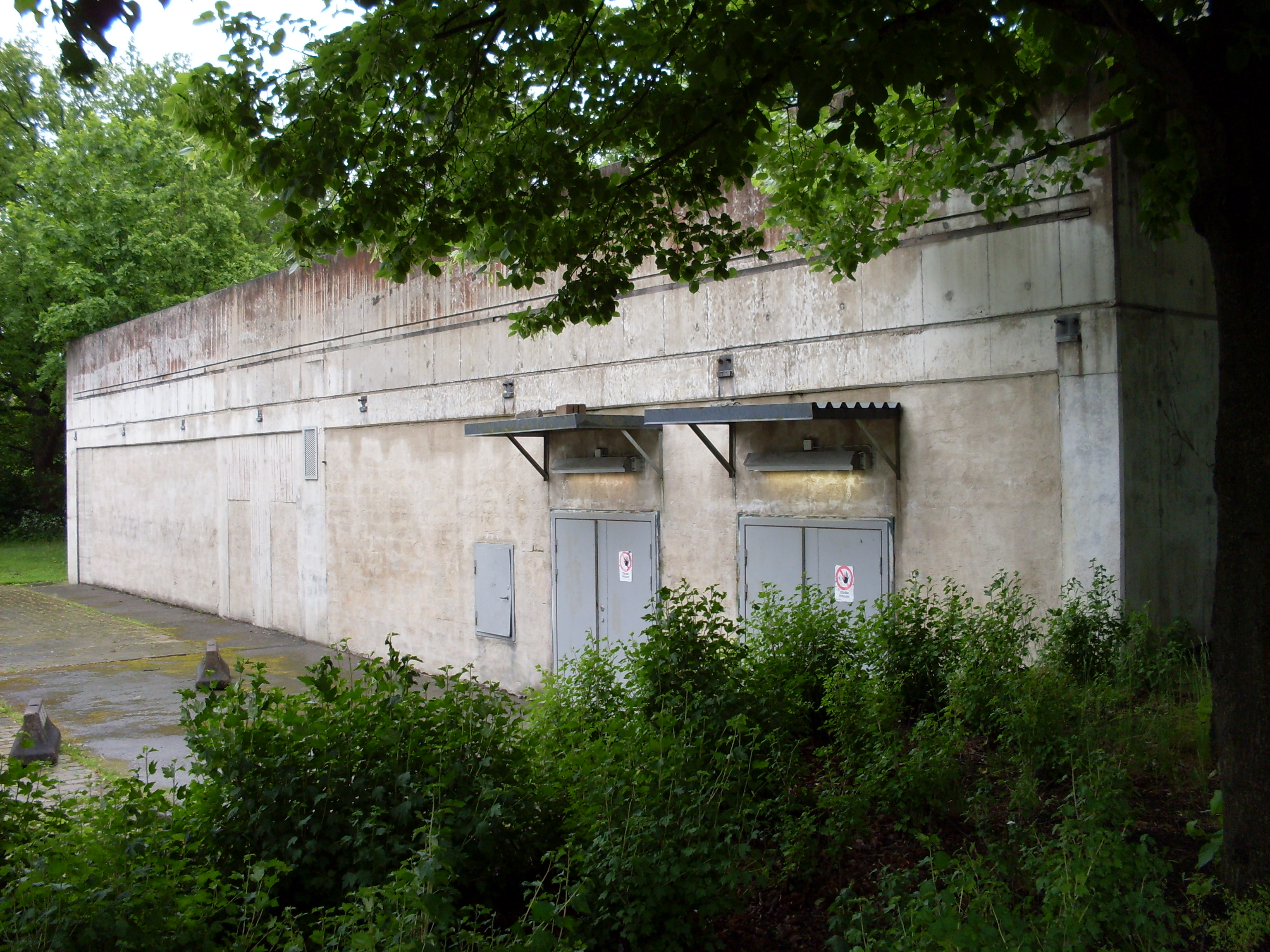
Niet voltooide noordelijke ingang
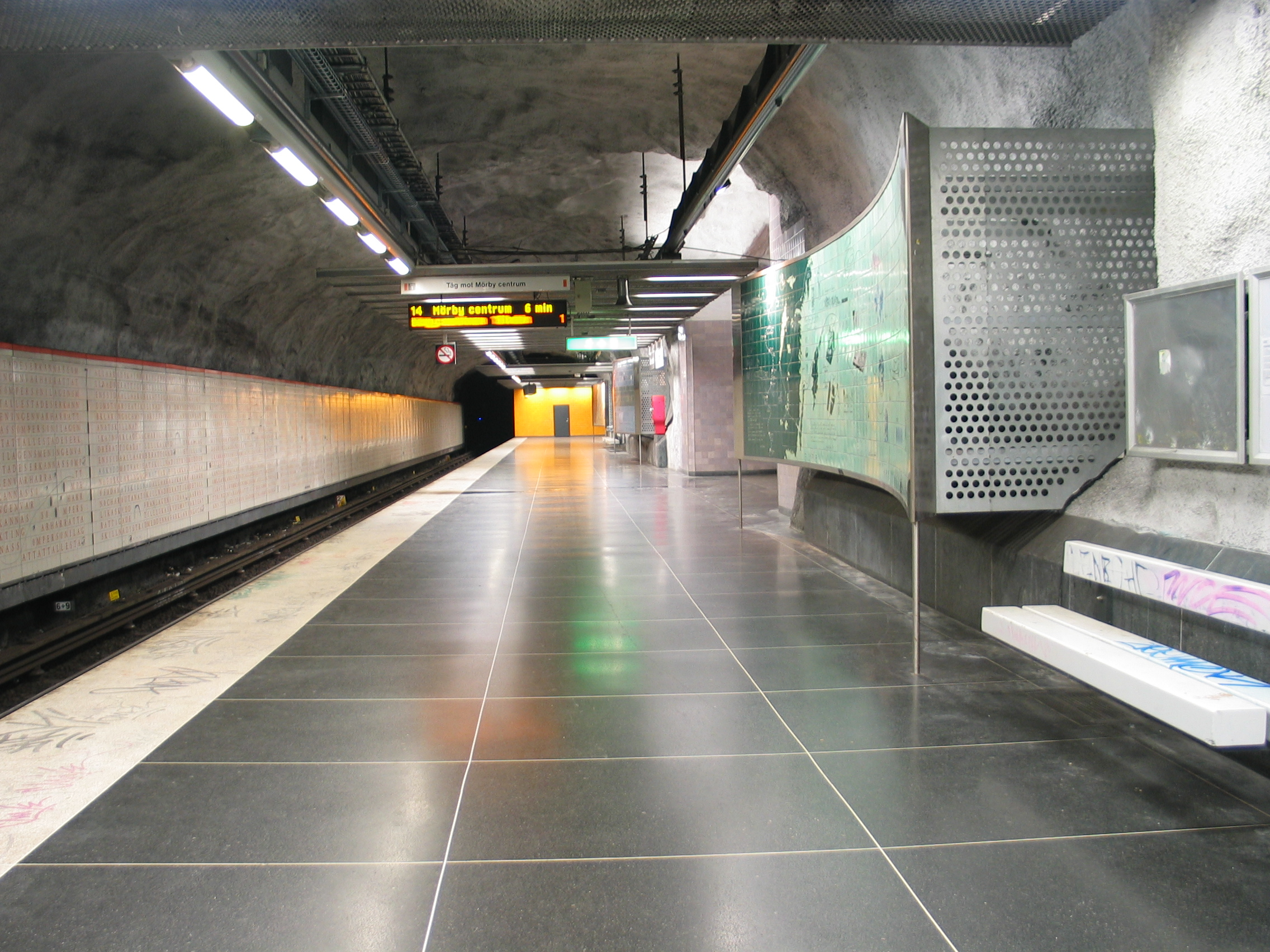
Perron
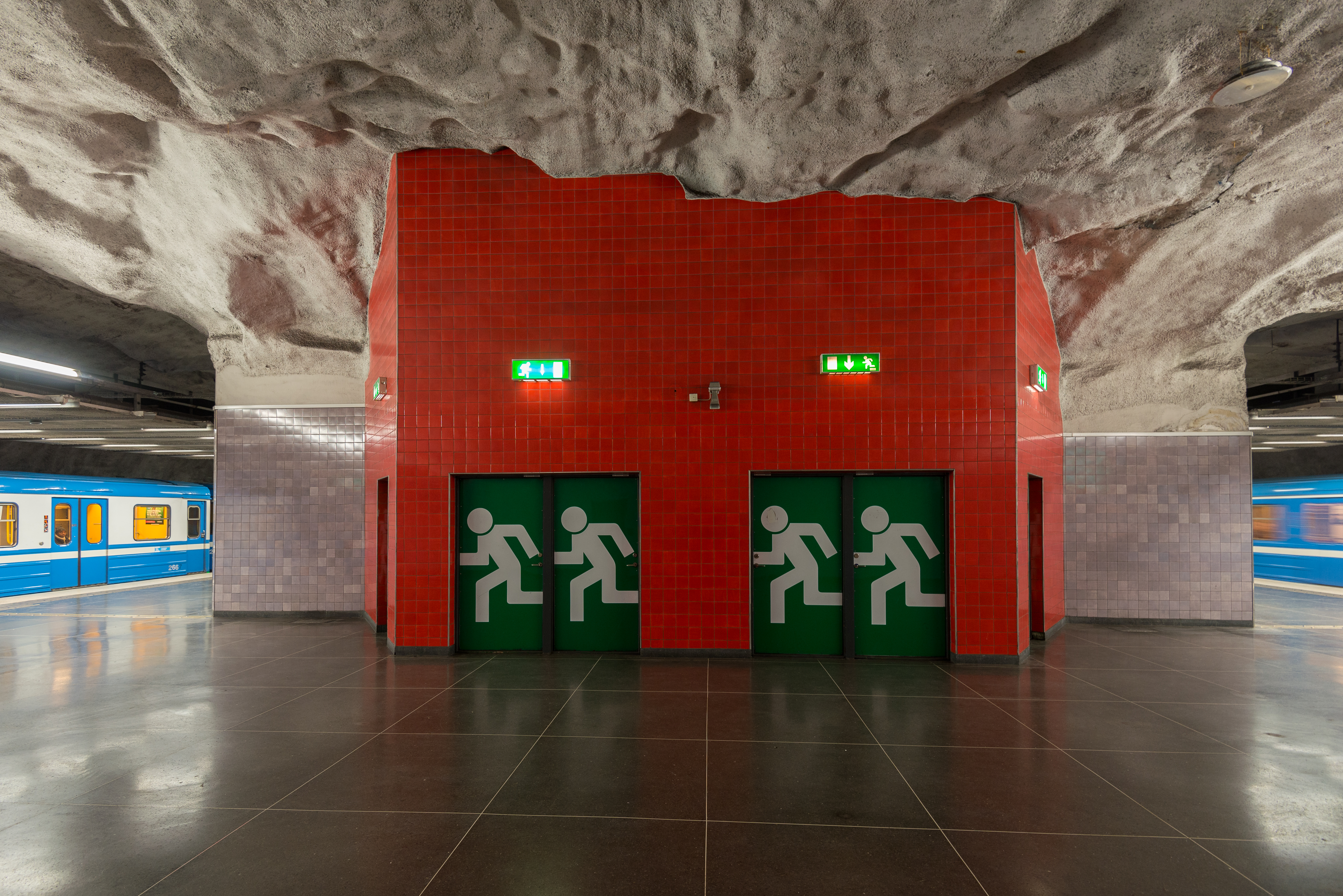
Nooduitgang
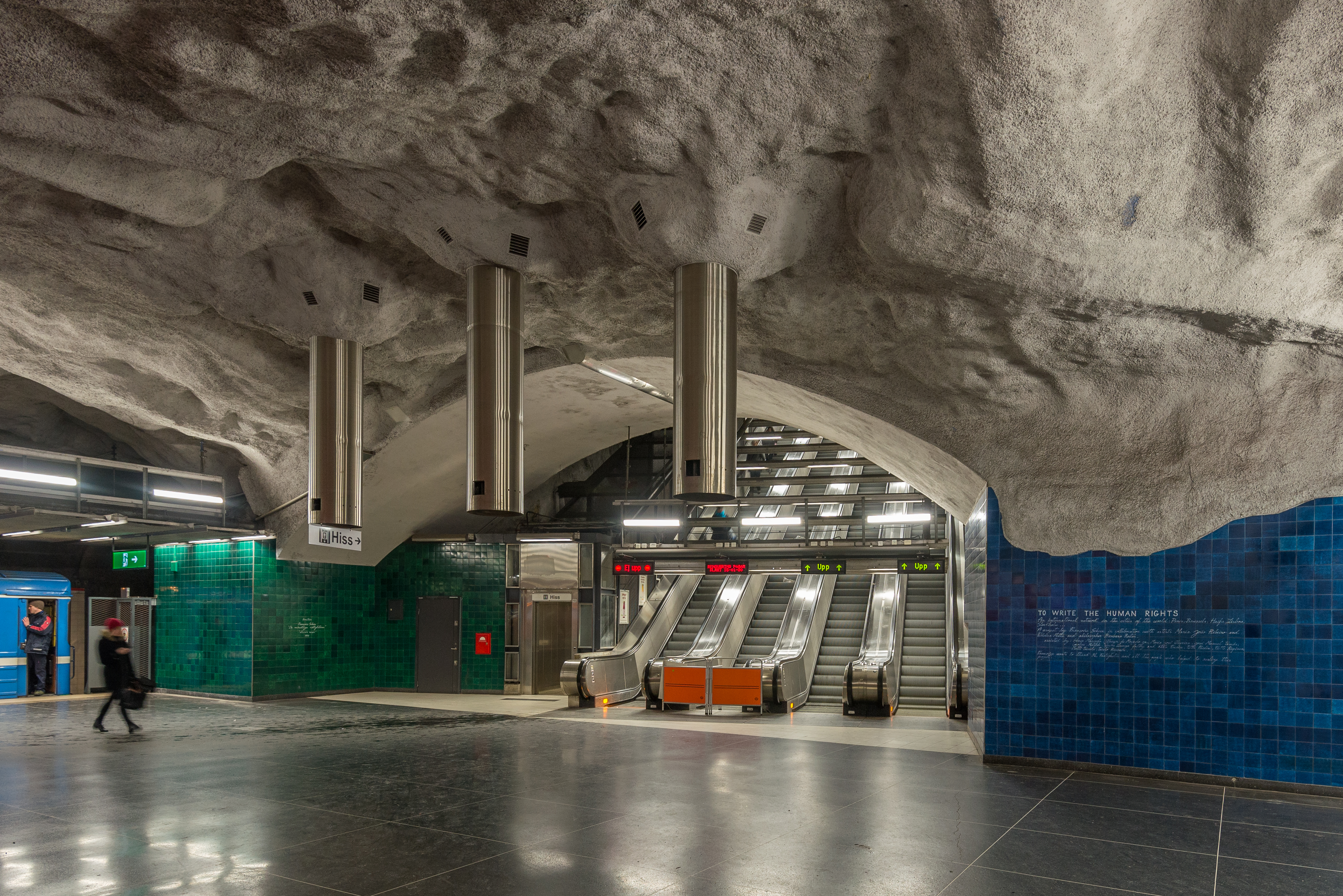
Roltrappen bij het perron

Fruängen·
Västertorp·
Hägerstensåsen·
Telefonplan ·
Midsommarkransen ·
Liljeholmen ·
Hornstull ·
Zinkensdamm ·
Mariatorget ·
Slussen ·
Gamla Stan ·
T-Centralen ·
Östermalmstorg ·
Stadion ·
Tekniska högskolan ·
Universitetet ·
Bergshamra ·
Danderyds sjukhus ·
Mörby centrum